# Museu Nacional d'Art Modern de Kyoto
El Museu Nacional d'Art Modern de Kyoto (京都 国立 近代 美术馆 Kyoto Kokuritsu Kindai Bijutsukan?) és un museu d'art que es troba a Kyoto, al Japó. Aquest museu de Kyoto és també conegut per l'acrònim anglès MoMAK (Museu Nacional d'Art Modern de Kyoto).

## Catàleg unificat
El Catàleg Col·lectiu de les Col·leccions dels Museus Nacional d'Art del Japó és un catàleg consolidat de material en poder dels quatre museus d'art japonès nacional : 
- el Museu Nacional d'Art Modern de Kyoto (MOMAK))
- el Museu Nacional d'Art Modern de Tòquio (MOMAT)
- el Museu Nacional d'Art d'Osaka (NMAO)
- el Museu Nacional d'Art Occidental a Tòquio (NMWA):[1]

La versió electrònica d'aquest catàleg col·lectiu està actualment en construcció, amb només algunes obres seleccionades disponibles en aquest moment.

## Artistes representats
Alguns dels artistes representats al museu són:
| - Yaacov Agam (1928-) - Pierre Alechinsky (1927-) - Jean Arp (1886-1966) - Georges Braque (1882-1963 - André Breton (1896-1966) - Marc Chagall (1887-1985) - Dale Chihuly (1941-) - Max Ernst (1891-1976) - Tsuguharu Fujita (1886-1968) | - David Gilhooly (1943-) - Barbara Hepworth (1903-1975) - Kaii Higashiyama (1908-1999) - Shunso Hishida (1874-1911) - David Hockney (1937-) - Vassili Kandinski (1866-1944) - Oda Kaisen (1785-1862) - Tomioka Tessai (1837-1924) - Ayako Tsuru (1941-) - Frank Lloyd Wright (1867-1959) |